# 滝本豊水
滝本 豊水（たきもと とよみ、1949年〈昭和24年〉7月15日 - ）は、日本の大蔵官僚。元大蔵省大臣官房審議官。弁護士。西村あさひ法律事務所カウンセル。

## 略歴
- 広島学院高校卒業
- 1972年（昭和47年）：東京大学法学部卒業
- 1972年（昭和47年）4月：大蔵省入省（国際金融局投資第一課）
- 1973年（昭和48年）8月：大阪国税局調査部
- 1974年（昭和49年）8月：大臣官房調査企画課
- 1975年（昭和50年）7月：銀行局特別金融課特別銀行係長[1]
- 1977年（昭和52年）7月：防府税務署長
- 1978年（昭和53年）7月：外務省研修所
- 1979年（昭和54年）5月：在ソヴィエト連邦大使館二等書記官
- 1981年（昭和56年）7月：理財局国有財産第一課長補佐
- 1982年（昭和57年）6月：防衛庁経理局会計課
- 1984年（昭和59年）7月：理財局資金第一課長補佐（運用一）[2]
- 1985年（昭和60年）7月：理財局国債課長補佐（総括・法規）[3]
- 1987年（昭和62年）7月：理財局総務課調査室長
- 1988年（昭和63年）6月：内閣法制局第三部参事官。
- 1993年（平成5年）7月：銀行局保険部保険第二課長。
- 1994年（平成6年）7月：銀行局保険部保険第一課長。
- 1995年（平成7年）6月：証券取引等監視委員会事務局特別調査課長。
- 1997年（平成9年）7月：証券取引等監視委員会事務局総務検査課長。
- 1998年（平成10年）4月：大臣官房付（スタンフォード大学アジア太平洋研究所研究員）
- 1999年（平成11年）9月：大蔵省大臣官房審議官（大臣官房担当）兼財政金融研究所次長
- 2000年（平成12年）6月：大蔵省退官。
- 2000年（平成12年）7月：弁護士登録（第一東京弁護士会）。
- 2001年（平成13年）5月：株式会社イズミ監査役。
- 2006年（平成18年）6月：株式会社西京銀行取締役。
- 2007年（平成19年）：プロバ MID株式会社監査役。

## 同期
- 津田広喜（財務事務次官）、武田宗高（JT副社長）、松田広光（理財局次長）、渡辺博史、豊田潤多郎（元衆議院議員、大臣官房企画官）、新原芳明（呉市長、富山県副知事）、仁尾徹（国立印刷局理事長）、藤本進、上田展嗣（大臣官房付）、五味廣文（金融庁長官）などがいる。

## その他役職
- NPO法人よろず相談21世紀法人像研究会理事。